# Anthropomaximologie
Anthropomaximologie ist die in der UdSSR entwickelte Lehre der Maximierung der körperlichen, intellektuellen und sensorischen Leistungsfähigkeit des Menschen. Der Sport wird hierbei als Vorbild und Experimentierfeld genutzt, auch wenn es darüber hinaus um die Leistung des Soldaten, der Kosmonauten, des Tänzers, aber auch des Wissenschaftlers geht. Die Methoden wurden auch in der DDR verwendet. Einige der hierbei verwendeten Verfahren (z. B. die Verwendung von Testosteron) gelten im Sport als Doping, werden aber zur körperlichen Leistungssteigerung des Soldaten benötigt. Die hierbei getesteten Neuro-Enhancer werden inzwischen auch von Wissenschaftlern im Westen verwendet.